# 島本町立第一小学校
島本町立第一小学校（しまもとちょうりつ だいいちしょうがっこう）は、大阪府三島郡島本町にある公立小学校。
明治時代初期に設置された学校を起源とし、島本町では最も歴史の古い小学校となっている。児童数の増加に伴って、島本町立第二小学校・島本町立第三小学校の2校を分離している。略称は一小、島本一小など。

## 沿革
- 1874年3月1日 - 第三大学区第四中学区二番小学校として創立。
- 1879年2月 - 広瀬小学校と改称。
- 1880年4月 - 現在地に校舎新築。
- 1887年4月 - 島上郡広瀬尋常小学校と改称。
- 1896年4月 - 郡の合併により、三島郡広瀬尋常小学校と称する。
- 1901年2月 - 三島郡島本第一尋常小学校と改称。
- 1908年4月 - 尺代尋常小学校を合併。高等科を併設し、三島郡島本尋常高等小学校と改称。
- 1941年4月1日 - 国民学校令により、三島郡島本国民学校と改称。
- 1947年4月1日 - 学制改革により、島本町立小学校と改称。
- 1957年4月 - 島本町大沢地区を校区に加え、従来高槻市立磐手小学校川久保分校に委託していた同地区在住の児童を受け入れ。
- 1964年4月1日 - 島本町立第二小学校を分離。これに伴い、島本町立第一小学枚と改称。
- 1973年4月1日 - 島本町立第三小学校を分離。
- 1998年 - 大阪府教育委員会より、同和教育の研究校に指定される（1999年度までの2年間）。

## 通学区域
- 島本町 広瀬1丁目-3丁目・5丁目、広瀬4丁目の一部、山崎1丁目・2丁目、山崎3丁目の一部、東大寺1丁目、大字広瀬。

卒業生は島本町立第一中学校・島本町立第二中学校に分かれて進学する。

## 交通
- 東海道本線（JR京都線）島本駅 北東へ約800m。
- 阪急京都線 水無瀬駅 北へ約900m。